# Kombinacja norweska na Zimowej Uniwersjadzie 2013
Kombinacja norweska na Zimowej Uniwersjadzie 2013 odbyła się w dniach 13 – 18 grudnia 2013. Zawodnicy rywalizowali w trzech męskich konkurencjach - dwóch indywidualnych i jednej drużynowej. W klasyfikacji medalowej zwyciężyła reprezentacja Polski, której zawodnicy zdobyli cztery medale: dwa złote, jeden srebrny oraz jeden brązowy.

## Medaliści
| Data            | Godzina                  | Konkurencja                                                               | Złoto         | Srebro         | Brąz          |
| --------------- | ------------------------ | ------------------------------------------------------------------------- | ------------- | -------------- | ------------- |
| 13 grudnia 2013 | 10:00 UTC+1/ 17:00 UTC+1 | Skoki na skoczni normalnej/bieg na 10 km (szczegóły)                      | Adam Cieślar  | Johannes Wasel | Aguri Shimizu |
| 16 grudnia 2013 | 14:15 UTC+1/ 18:00 UTC+1 | Bieg na 10 km ze startu wspólnego/ skoki na skoczni normalnej (szczegóły) | Aguri Shimizu | Adam Cieślar   | Paweł Słowiok |
| 18 grudnia 2013 | 10:00 UTC+1/ 14:00 UTC+1 | Skoki na skoczni normalnej/sztafeta 3x5 km (szczegóły)                    | Polska        | Słowenia       | Japonia       |

## Klasyfikacja medalowa
| Miejsce | Państwo  | złoto | srebro | brąz | Razem |
| ------- | -------- | ----- | ------ | ---- | ----- |
| 1.      | Polska   | 2     | 1      | 1    | 4     |
| 2.      | Japonia  | 1     | 0      | 2    | 3     |
| 3.      | Niemcy   | 0     | 1      | 0    | 1     |
| 3.      | Słowenia | 0     | 1      | 0    | 1     |

## Wyniki

### Skoki na skoczni normalnej/bieg na 10 km
| Miejsce | Zawodnik            | Reprezentacja | Skok (pkt) | Czas biegu | Strata |
| ------- | ------------------- | ------------- | ---------- | ---------- | ------ |
| złoto   | Adam Cieślar        | Polska        | 126,7      | 26:48,0    |        |
| srebro  | Johannes Wasel      | Niemcy        | 132,9      | 26:58,1    | +10,1  |
| brąz    | Aguri Shimizu       | Japonia       | 122,2      | 27:07,2    | +19,2  |
| 4.      | Petr Kutal          | Czechy        | 120,2      | 27:09,0    | +21,0  |
| 5.      | Matti Herola        | Finlandia     | 122,6      | 27:10,1    | +22,1  |
| 6.      | Eetu Vähäsöyrinki   | Finlandia     | 122,0      | 27:10,6    | +22,6  |
| 7.      | Espen Andersen      | Norwegia      | 116,2      | 27:11,1    | +23,1  |
| 8.      | Shota Horigome      | Japonia       | 118,2      | 27:11,9    | +23,9  |
| 9.      | Markus Sommerhalter | Niemcy        | 123,5      | 27:13,6    | +25,6  |
| 10.     | Gō Yamamoto         | Japonia       | 120,2      | 27:14,6    | +26,6  |

### Bieg na 10 km ze startu wspólnego/skoki na skoczni normalnej
| Miejsce | Zawodnik          | Reprezentacja | Czas biegu | Punkty za bieg | Skok 1 (m) | Skok 2 (m) | Punkty łącznie |
| ------- | ----------------- | ------------- | ---------- | -------------- | ---------- | ---------- | -------------- |
| złoto   | Aguri Shimizu     | Japonia       | 25:29,7    | 117,7          | 99,5       | 101,0      | 268,5          |
| srebro  | Adam Cieślar      | Polska        | 25:30,4    | 117,5          | 101,0      | 100,0      | 267,1          |
| brąz    | Paweł Słowiok     | Polska        | 25:23,6    | 119,2          | 100,0      | 97,5       | 262,2          |
| 4.      | Matti Herola      | Finlandia     | 25:36,7    | 116,0          | 100,5      | 95,5       | 257,6          |
| 5.      | Szczepan Kupczak  | Polska        | 26:05,1    | 108,7          | 99,0       | 101,0      | 254,9          |
| 6.      | Tobias Simon      | Niemcy        | 27:02,9    | 94,5           | 99,0       | 100,0      | 252,0          |
| 7.      | Shota Horigome    | Japonia       | 25:54.8    | 111,5          | 100,5      | 98,0       | 251,0          |
| 8.      | Gō Yamamoto       | Japonia       | 26:14,8    | 106,5          | 99,5       | 99,5       | 250,9          |
| 9.      | Eetu Vähäsöyrinki | Finlandia     | 25:39,3    | 115,2          | 95,5       | 97,0       | 250,6          |
| 10.     | Emil Vilhelmsen   | Norwegia      | 25:29,3    | 117,7          | 95,0       | 95,5       | 249,2          |

### Skoki na skoczni normalnej/sztafeta 3x5 km
| Miejsce | Reprezentacja                                       | Nota i miejsce po skokach | Czas biegu |
| ------- | --------------------------------------------------- | ------------------------- | ---------- |
| złoto   | Szczepan Kupczak, Paweł Słowiok, Adam Cieślar       | 375,8 (2)                 | 38:36,6    |
| srebro  | Borut Mavc, Jože Kamenik, Matič Plaznik             | 340,5 (5)                 | +7,8       |
| brąz    | Gō Yamamoto, Shota Horigome, Aguri Shimizu          | 379,4 (1)                 | +12,4      |
| 4.      | Mads Waaler, Espen Andersen, Emil Vilhelmsen        | 333,3 (6)                 | +13,1      |
| 5.      | I Samir Mastijew, Dmitrij Żarkow, Wiaczesław Barkow | 350,2 (4)                 | +38,7      |
| 6.      | Sebastian Welle, Tobias Simon, Stephan Bätz         | 355,7 (3)                 | +2:09,6    |
| 7.      | II Nikita Oks, Siergiej Proszin, Aleksiej Sieregin  | 324,5 (7)                 | +3:36,9    |
| 8.      | Michael Brandner, Andreas Zollner, Matija Druml     | 321,5 (8)                 | +5:05,2    |
| 9.      | Rauno Loit, Karl Mustjogi, Raiko Heide              | 298,9 (9)                 | +5:37,0    |